# 橫山由依
橫山由依（日语：／ Yokoyama Yui */?，1992年12月8日—）是日本女藝人，為女子偶像團體AKB48 Team A前成員、以及AKB48衍生團體Not yet成員，曾為AKB48集團第2任總監督。京都府木津川市出身，所屬經紀公司為太田製作。2009年以AKB48第9期生身分出道。2012年8月至2013年4月28日兼任NMB48 Team N成員。2021年12月9日自AKB48畢業，以演員為活動重心。

## 經歷

### 出道前
2009年3月，橫山於「SKE48第二期研究生試鏡會」落選。4月，於「AKB48第五屆研究生（8期生）試鏡會」再度落選。

### 2009年－2011年
2009年9月20日，橫山於「AKB48第六屆研究生（9期生）試鏡會」中合格，成為AKB48的9期生。11月15日，於「RIVER」特別公演中正式在AKB48劇場出道，第一首表演的單曲為RIVER。12月1日，研究生最終審查合格。同月6日，橫山向學校提出高中退學申請，以專心於AKB48的活動，之後選擇以網路授課的方式完成高中學業。
2010年10月10日，橫山於「AKB48 東京秋祭」中，被發表升格到Team K，成為在舊體制中升格的最後1人，亦是9期研究生中最早升格的成員。10月27日，於「Team K 6th Stage「RESET」公演」中登場，首次以正式成員身分參與的第一場Team K公演。
2011年1月21日，於「AKB48 重溫時間 最佳曲目100 2011」中宣布與大島優子、北原里英和指原莉乃四人結成新衍生子團「Not yet」，並在3月16日發行首張單曲《週末Not yet》。4月16日，於大阪巨蛋舉行的AKB48《變成櫻花樹》發售紀念握手會中披露成為《Everyday、髮箍》單曲選拔成員之一，首次進入選拔組。6月9日，於「AKB48第22張單曲選拔總選舉」中獲得16,455票，獲得第19名，成為第22張單曲《飛翔入手》的單曲選拔成員。9月20日，於「AKB48第24張單曲選拔猜拳大會」中不敵桑原瑞希，在首輪出局，未能入選。

### 2012年－2014年
2012年3月25日，橫山於「業務連絡。拜託了，片山部長！ in埼玉超級競技場」演唱會上宣布移籍至太田製作。5月30日發行的Not yet第4張單曲《西瓜BABY》中收錄了橫山的第一首獨唱曲《May》。6月6日，於「AKB48第27張單曲選拔總選舉」中獲得25,541票，得到第15名，成為第27張單曲《格子花紋》的選拔成員。7月18日，橫山由依第一個冠名節目《橫山由依（AKB48）的優雅巡禮～京都‧美的音色》開始播出。8月24日，於東京巨蛋舉辦「AKB48 in TOKYO DOME ～1830m的夢想～」的第一天組閣中，宣佈所屬隊伍由Team K轉移至Team A以及兼任NMB48的成員。9月18日，於「AKB48第29張單曲選拔猜拳大會」的準決賽中不敵島崎遙香，獲得第3名，首次經猜拳大會成為選拔成員。9月24日，於富士電視台音樂節目《HEY!HEY!HEY!MUSIC CHAMP》4小時SP當中，披露將在11月7日發行的NMB48第6張單曲《北川謙二》中擔任選拔組成員。11月1日，組閣後新體制開始運作，正式以「篠田Team A」成員身分進行活動並於Team A「Waiting」公演初日登場。12月19日，於NMB48 Team N「為了誰」復活公演的初日首次登上NMB48的劇場舞台，並在公演中宣布所屬隊伍為Team N。
2013年4月28日，於「AKB48團臨時總會～黑白分明！～」演唱會中，宣布解除兼任NMB48。5月20日，於NMB48劇場舉行「橫山由依送別會」公演，結束NMB48 Team N的兼任。6月8日，於「AKB48第32張單曲選拔總選舉」中獲得53,903票，得到第13名，成為第32張單曲《戀愛的幸運餅乾》的選拔成員。6月16日，於千葉幕張展覽館舉行的AKB48握手會中公布，取得資格。6月30日，參加於横濱國際平和會議場舉辦的NMB48首張專輯《尖端頂點之上！》握手會，至此以NMB48成員身分出席的活動全部結束。
7月21日，橫山於「AKB48 2013盛夏的巨蛋巡迴〜還有許多 不得不做的事情〜」的福岡巨蛋會場第二日演唱會中，由將從AKB48畢業的篠田麻里子指名繼任為Team A新任隊長，除了是個人初次擔任隊長，亦是AKB48集團中首位曾兼任於其他姊妹團體的隊長。8月7日，為慶祝考試合格，同時亦披露了橫山Center的新曲《未看到的天空總是藍的》，演唱成員包括大島優子、渡邊麻友、柏木由紀、高橋南、小嶋陽菜、島崎遙香、北原里英及川榮李奈。9月18日，於「AKB48第34張單曲選拔猜拳大會」中不敵島田晴香，在第二回戰出局。12月17日，於TOKYO DOME CITY HALL舉辦的「第3屆AKB48紅白對抗歌合戰」中擔任白組隊長，副隊長為大島優子、山本彩與中村麻里子。
2014年2月24日，橫山於DiverCity東京舉辦的「AKB48集團大組閣祭」中宣布所屬隊伍由Team A移至Team K，並成為Team K新任隊長，此外亦是AKB48集團中首位擔任過兩隊隊長職位的成員。
6月7日，橫山於「AKB48第37張單曲選拔總選舉」中獲得40,232票，再次得到第13名，成為第37張單曲《心意告示牌》的選拔成員。9月17日，於「AKB48 Group 猜拳大會2014」中不敵松井珠理奈，在第一回戰出局，未能入選渡邊美優紀個人出道單曲中C/W曲的選拔成員。12月8日，於AKB48的九周年紀念公演上，AKB48集團初代總監督高橋南宣布將於2015年的AKB成團10周年畢業，並親自指名由橫山由依擔任下任總監督。

### 2015年－至今
2015年1月24日，於「AKB48 重溫時間 最佳曲目1035 2015」第四天晚場演唱會上，宣布與松井玲奈共同主演馬路須加學園舞台劇，首次參與舞台劇的演出。2月5日，橫山發行個人第一本個人寫真集《Yuihan》（ゆいはん），並以首周1.7萬本的銷量登上公信榜寫真集部門的週冠軍。2月24日，獲任命為推廣家鄉京都府的南部15個市町村觀光的「京都山城觀光大使」。3月26日，於埼玉超級競技場舉辦的「AKB48春季單獨演唱會～次期總現正修行中！～」演唱會上宣布新的組閣人事異動，再次重回Team A擔任隊長。6月6日，於「AKB48第41張單曲選拔總選舉」中獲得63,414票，得到第10名，成為第41張單曲的選拔成員。12月8日，於AKB48十周年紀念公演上正式就任48集團總監督。
2016年6月18日，於「AKB48第45張單曲選拔總選舉」中獲得58,610票，得到第11名，成為第45張單曲的選拔成員。12月31日，在NHK跨年特別節目「第67回NHK紅白歌合戰」中，作為由觀眾所投票選出的48名代表成員之一的身分參與演出，當日NHK也以現場直播的方式公布此次票數排名前十六名成員的名單，橫山在此活動中拿下了9,758票，得到第8名。12月2日，擔任JR高速巴士「夢幻號」的品牌大使。
2017年6月17日，於「AKB48第49張單曲選拔總選舉」中以58,314票的成績獲得得到第7名，此次也是橫山首次藉由總選舉進入神7的行列。7月9日，與木崎由里亞、島田晴香共同出席在台灣台北的花漾Hana展演空間舉辦的《AKB48 Fan Meeting in TAIWAN》簽名及握手會，並在活動中宣布將展開第一期的TPE48成員徵選活動。
2018年1月17日，於TOKYO DOME CITY HALL舉辦首場個人演唱會「横山由依個人演唱會～實物大的希望～」（横山由依ソロコンサート〜実物大の希望〜），並在演唱會中與小時候啟發自己想成為歌手的CHEMISTRY一同合唱了「PIECES OF A DREAM」。6月16日，于AKB48第53張單曲世界選拔總選舉中，以67,465票獲得第6名。12月8日，在AKB48劇場13周年特別紀念公演上，宣布將擇期把總監督職位交棒給同為Team A成員的後輩向井地美音。
2019年3月31日，卸任總監督一職。
2020年3月19日，開設個人YouTube頻道「Yuihan Life」。
2021年9月12日，於日比谷野外音樂堂舉辦的AKB48演唱会《MX夏日祭 2021年最後的夏日派對》（MX夏まつり AKB48 2021年最後のサマーパーティー）中宣布畢業。11月27日，於橫濱國際平和會議場舉行毕业演唱会「橫山由依畢業演唱會〜搭乘深夜巴士〜}」。同日，發行畢業紀念寫真集《搭乘深夜巴士》（深夜バスに乗って）。12月9日，於AKB48劇場舉行畢業公演，正式從AKB48畢業，結束12年的偶像生涯。
2024年12月2日，宣布與男子歌唱組合「純烈」成員後上翔太結婚。

## 人物

### 喜好特徵
- 名字的由來：「由依」有「連結人與人」的意思，日文發音「Yui」（ゆい）帶有連結之意[73][74]。
- 中學三年間所參與的學校社團是籃球部[75]。在京都所就讀的高中為京都府立城南菱創高等學校（日语：京都府立城南菱創高等学校）[76]。
- 養了一隻蘇格蘭摺耳貓[77][78][79]，貓的名字為「BIS」（ビス）[80]。
- 喜歡的顏色是紫色[81]，極擅長吃辣[82]，一口吃下比平常辣30倍的咖喱饭亦面不改色[83][84]。
- 性格為平常不怎麼會去考慮複雜的事，只需當下盡力。機會不會每次都降臨，所以盡全力的去做好每件事，讓自己不會悔恨[85]，一直以「明天的人生就此劃下休止符也不會後悔」的態度去完成眼下能力所及的事，不斷的「活在當下[86]。」
- 擁有藥劑事務管理師（調剤事務管理士）的技能證照[36]。

### AKB48相關
- 加入AKB48的契機：小學四年級時，在大阪城 HALL觀賞CHEMISTRY的演唱會後備受感動而立志成為歌手[82]。參與AKB48第三次試鏡會才合格。
- 為關西出身之研究生升格的第1人。
- AKB48劇場使用的自介詞是「來自京都，想比金閣寺更加閃耀的橫山由依，○歳，請多多指教[註 4]。」但是橫山卻曾透露，在使用此自我介紹語之前，實際上從未造訪過金閣寺[87]，研究生時代的自介詞則是「來自京都，高中○年級，○歳的橫山由依[註 5]。」
- 喜歡化學超男子、Remioromen、生物股長等組合，並且在試鏡會的最終階段中演唱了生物股長的《青鳥》[88]。
- 入選AKB48研究生後，因為當時還是高中生的身分，所以每周都必須乘坐夜間巴士往返於京都與東京之間，晚上住在商務旅館，週日的排練結束以後，再坐夜間巴士回京都。為了支應旅費，常在放學後不斷的打工[13]。由於是週一早上才到達京都，常因買不到去學校的車票而遲到，只好向老師謊稱睡過頭，直到研究生審查合格後為了專注於AKB48的活動而自行申請退學[11]，完成網路授課方式的學業時因抽不出時間，所以一年半後才去領畢業證書[12]。
- 在以研究生身分升格Team K當日，高橋南稱讚橫山是一位「超級努力家[註 6]」，篠田麻里子也表示：「我最尊敬的是（高橋）南，而她是南之後第二尊敬的人，是位真正的努力家[註 7]。」，是成員們公認的努力家[89][90][17]。
- 與同樣來自主要都會以外地區的成員指原莉乃、大家志津香、北原里英、小森美果等人關係很好，以「地方組[註 8]」著稱[91]。另與宮澤佐江和北原里英聚會時會以「三文會[註 9]」來稱呼[92]，而與山本彩互動時常以「橫山本[註 10]」來表示兩人親密關係[93]，另外還有暱稱為「橫榮[註 11]」的川榮李奈[93]與暱稱為「YuiParu[註 12]」的島崎遙香[94]，除上述之外亦常見其他AKB48集團成員於Google+等社群網站中上傳至橫山家過夜的訊息或照片，展現出橫山在團體中的好人緣。
- 是初代總監督高橋南的首推[註 13][95][96][97][98]，而之後於AKB48九周年紀念公演上，高橋南宣布畢業後由橫山繼任為下任總監督[43]。
- 在AKB48單曲選拔總選舉領獎與發言時，橫山常有過呼吸的狀況出現，這個特點也常被成員拿來在節目上調侃或是模仿[99]。

## 音樂作品

### AKB48家族單曲CD
標註「★」符號者表示該首歌曲有拍攝MV
AKB48
|      | 發行日期       | 單曲名稱                            | 參與歌曲名稱                        | 名義                   | 收錄於        | MV        | 備註               |
| ---- | -------------- | ----------------------------------- | ----------------------------------- | ---------------------- | ------------- | --------- | ------------------ |
| 16th | 2010年05月26日 | 馬尾與髮圈                          | 我的YELL                            | Theater Girls          | Type-A 劇場盤 | ★         | 出道作品           |
| 19th | 2010年12月08日 | 機會的順序                          | ALIVE                               | Team K                 | Type-K        | ★         |                    |
| 20th | 2011年02月16日 | 變成櫻花樹                          | 偶然的十字路                        | Under Girls            | 全版本        | ★         | 首次擔任Center     |
|      | 2011年04月01日 | 為了誰 -What can I do for someone?- | 為了誰 -What can I do for someone?- |                        |               | ★         |                    |
| 21st | 2011年05月25日 | Everyday、髮箍                      | Everyday、髮箍                      |                        | 全版本        | ★         | A面曲 首次進入選拔 |
| 21st | 2011年05月25日 | Everyday、髮箍                      | 現在開始 Wonderland                 |                        | 全版本        | ★         |                    |
| 21st | 2011年05月25日 | Everyday、髮箍                      | 鬥魂                                |                        | Type-A        | ★         |                    |
| 22nd | 2011年08月24日 | 飛翔入手                            | 飛翔入手                            |                        | 全版本        | ★         | A面曲              |
| 22nd | 2011年08月24日 | 飛翔入手                            | 不知不覺的青春                      |                        | Type-A        | ★         |                    |
| 22nd | 2011年08月24日 | 飛翔入手                            | 野菜占卜                            | 蔬菜姊妹2011           | 劇場盤        |           |                    |
| 23rd | 2011年10月26日 | 風正在吹                            | 風正在吹                            |                        | 全版本        | ★         | A面曲              |
| 24th | 2011年12月07日 | 崇尚麻里子                          | 耶誕夜                              |                        | 全版本        | ★         |                    |
| 24th | 2011年12月07日 | 崇尚麻里子                          | 零和太陽                            | Team K                 | Type-K        | ★         |                    |
| 25th | 2012年02月15日 | GIVE ME FIVE!                       | GIVE ME FIVE!                       |                        | 全版本        | ★         | A面曲              |
| 25th | 2012年02月15日 | GIVE ME FIVE!                       | 牧羊人之旅                          | Special Girls B        | Type-B        | ★         |                    |
| 26th | 2012年05月23日 | 仲夏的Sounds good!                  | 仲夏的Sounds good!                  |                        | 全版本        | ★         | A面曲              |
| 26th | 2012年05月23日 | 仲夏的Sounds good!                  | Google+的天空                       | Google+選拔            | Type-B        | ★         |                    |
| 26th | 2012年05月23日 | 仲夏的Sounds good!                  | 為了你我…                           | Stage Fighter選拔      | 劇場盤        |           |                    |
| 27th | 2012年08月29日 | 格子花紋                            | 格子花紋                            |                        | 全版本        | ★         | A面曲              |
| 28th | 2012年10月31日 | UZA                                 | UZA                                 |                        | 全版本        | ★         | A面曲              |
| 28th | 2012年10月31日 | UZA                                 | 孤獨的星空                          | Team A                 | Type-A        | ★         |                    |
| 29th | 2012年12月05日 | 永遠的壓力                          | 永遠的壓力                          |                        | 全版本        | ★         | A面曲              |
| 29th | 2012年12月05日 | 永遠的壓力                          | 最特別的耶誕節                      |                        | 全版本        | ★         |                    |
| 29th | 2012年12月05日 | 永遠的壓力                          | HA!                                 | NMB48                  | Type-B        | ★         |                    |
| 30th | 2013年02月20日 | So long!                            | So long!                            |                        | 全版本        | ★         | A面曲              |
| 30th | 2013年02月20日 | So long!                            | Ruby                                | Team A                 | Type-A        | ★         |                    |
| 31st | 2013年05月22日 | 再見自由式                          | 再見自由式                          |                        | 全版本        | ★         | A面曲              |
| 31st | 2013年05月22日 | 再見自由式                          | 活下去                              | Team A                 | Type-A        | ★         |                    |
| 32nd | 2013年08月21日 | 戀愛的幸運餅乾                      | 戀愛的幸運餅乾                      |                        | 全版本        | ★         | A面曲              |
| 32nd | 2013年08月21日 | 戀愛的幸運餅乾                      | 最後一扇門                          |                        | Type-B        | ★         |                    |
| 32nd | 2013年08月21日 | 戀愛的幸運餅乾                      | 不是因为眼泪                        |                        | Type-B        | ★         |                    |
| 33rd | 2013年10月30日 | 真心電流                            | 真心電流                            |                        | 全版本        | ★         | A面曲              |
| 33rd | 2013年10月30日 | 真心電流                            | 倒數KISS                            | Team A                 | Type-A        | ★         |                    |
| 34th | 2013年12月11日 | 倘若在梧桐樹什麼的                  | Mosh&Dive                           |                        | 全版本        | ★         |                    |
| 34th | 2013年12月11日 | 倘若在梧桐樹什麼的                  | Party is over                       | AKB48                  | Type-A        | ★         |                    |
| 35th | 2014年02月26日 | 勇往直前                            | 勇往直前                            |                        | 全版本        | ★         | A面曲              |
| 36th | 2014年05月21日 | 拉布拉多獵犬                        | 拉布拉多獵犬                        |                        | 全版本        | ★         | A面曲              |
| 36th | 2014年05月21日 | 拉布拉多獵犬                        | 心愛的對手                          | Team K                 | Type-K        | ★         |                    |
| 37th | 2014年08月27日 | 心意告示牌                          | 心意告示牌                          |                        | 全版本        | ★         | A面曲              |
| 37th | 2014年08月27日 | 心意告示牌                          | 水手服殭屍                          | Milk Planet            | Type-D        | ★         | [ 101 ] [ 102 ]    |
| 38th | 2014年11月26日 | 希望無限                            | 希望無限                            |                        | 全版本        | ★         | A面曲              |
| 38th | 2014年11月26日 | 希望無限                            | 第一次兜風                          | Team K                 | Type-B        | ★         |                    |
| 39th | 2015年03月04日 | Green Flash                         | Green Flash                         |                        | 全版本        | ★         | A面曲              |
| 39th | 2015年03月04日 | Green Flash                         | 來真的嗎Fight                       |                        | Type-A        | ★         |                    |
| 39th | 2015年03月04日 | Green Flash                         | 春光 靠近的夏日                     | AKB48                  | Type-A        | ★         |                    |
| 39th | 2015年03月04日 | Green Flash                         | 鞋與傘的故事                        |                        | Type-N 劇場盤 | ★         |                    |
| 40th | 2015年05月20日 | 我們不戰鬥                          | 我們不戰鬥                          |                        | 全版本        | ★         | A面曲              |
| 40th | 2015年05月20日 | 我們不戰鬥                          | 加加油小調                          | WONDA選拔              | Type-D        | ★         |                    |
| 40th | 2015年05月20日 | 我們不戰鬥                          | 你的第二章                          |                        | Type-D        | ★         |                    |
| 40th | 2015年05月20日 | 我們不戰鬥                          | 相遇之日、離別之日                  | 現總&次期總            | 劇場盤        |           |                    |
| 41st | 2015年08月26日 | Halloween Night                     | Halloween Night                     |                        | 全版本        | ★         | A面曲              |
| 41st | 2015年08月26日 | Halloween Night                     | 一步目音頭                          |                        | Type-C        | ★         |                    |
| 41st | 2015年08月26日 | Halloween Night                     | 混混機關槍                          |                        | Type-D        | ★         |                    |
| 41st | 2015年08月26日 | Halloween Night                     | 群像                                |                        | 劇場盤        |           |                    |
| 42nd | 2015年12月09日 | 紅唇Be My Baby                      | 紅唇Be My Baby                      |                        | 全版本        | ★         | A面曲              |
| 42nd | 2015年12月09日 | 紅唇Be My Baby                      | 365天的紙飛機                       |                        | 全版本        | ★         |                    |
| 42nd | 2015年12月09日 | 紅唇Be My Baby                      | 溫柔的place                         | Team A                 | Type-A        | ★         |                    |
| 42nd | 2015年12月09日 | 紅唇Be My Baby                      | 鼓勵的話                            |                        | Type-D        | ★         |                    |
| 43nd | 2016年03月09日 | 你就是旋律                          | 你就是旋律                          |                        | 全版本        | ★         | A面曲              |
| 43nd | 2016年03月09日 | 你就是旋律                          | 混和體                              | 乃木坂AKB              | Type-E        | ★         |                    |
| 43nd | 2016年03月09日 | 你就是旋律                          | 獻給M.T.                            | Team A                 | 劇場盤        |           | Center             |
| 44th | 2016年06月01日 | 不需要翅膀                          | 不需要翅膀                          |                        | 全版本        | ★         | A面曲              |
| 44th | 2016年06月01日 | 不需要翅膀                          | Set me free                         | Team A                 | Type-A Type-B | ★         |                    |
| 45th | 2016年08月31日 | LOVE TRIP/分享幸福                  | LOVE TRIP/分享幸福                  |                        | 全版本        | ★         | A面曲              |
| 45th | 2016年08月31日 | LOVE TRIP/分享幸福                  | 光與影的每一天                      |                        | 全版本        | ★         | Center             |
| 45th | 2016年08月31日 | LOVE TRIP/分享幸福                  | BLACK FLOWER                        |                        | 劇場盤        |           |                    |
| 46th | 2016年11月16日 | High Tension                        | High Tension                        |                        | 全版本        | ★         | A面曲              |
| 46th | 2016年11月16日 | High Tension                        | Better                              |                        | Type-B        | ★         |                    |
| 47th | 2017年03月15日 | Shoot Sign                          | Shoot Sign                          |                        | 全版本        | ★         | A面曲              |
| 48th | 2017年05月31日 | 空有願望                            | 空有願望                            |                        | 全版本        | ★         | A面曲              |
| 48th | 2017年05月31日 | 空有願望                            | 當時的五百圓硬幣                    |                        | Type-C        | ★         |                    |
| 49th | 2017年08月30日 | ＃就是喜歡你                        | ＃就是喜歡你                        |                        | 全版本        | ★         | A面曲              |
| 49th | 2017年08月30日 | ＃就是喜歡你                        | 不放棄                              |                        | Type-E        | ★         |                    |
| 50th | 2017年11月22日 | 11月的腳鏈                          | 11月的腳鏈                          |                        | 全版本        | ★         | A面曲              |
| 50th | 2017年11月22日 | 11月的腳鏈                          | 出乎意料的故事                      | 主唱選拔               | 劇場盤        |           |                    |
| 51st | 2018年03月14日 | Ja-Ba-Ja                            | Ja-Ba-Ja                            |                        | 全版本        | ★         | A面曲              |
| 52nd | 2018年05月30日 | Teacher Teacher                     | Teacher Teacher                     |                        | 全版本        | ★         | A面曲              |
| 52nd | 2018年05月30日 | Teacher Teacher                     | 你是我的風                          | AKB48集團 中心測驗選拔 | 全版本        | ★         |                    |
| 52nd | 2018年05月30日 | Teacher Teacher                     | 浪漫準備中                          | Team A                 | Type-A        | ★         |                    |
| 53rd | 2018年09月19日 | 感傷列車                            | 感傷列車                            |                        | 全版本        | ★         | A面曲              |
| 53rd | 2018年09月19日 | 感傷列車                            | 百合會盛開嗎？                      |                        | 劇場盤        |           |                    |
| 54th | 2018年11月28日 | NO WAY MAN                          | NO WAY MAN                          |                        | 全版本        | ★         | A面曲              |
| 55th | 2019年03月13日 | 回憶上心頭DAYS                      | 回憶上心頭DAYS                      |                        | 全版本        | ★         | A面曲              |
| 55th | 2019年03月13日 | 回憶上心頭DAYS                      | 必然性                              | IZ4648                 | Type-C        |           |                    |
| 56th | 2019年9月18日  | 持續愛你                            | 持續愛你                            |                        | 全版本        | [ 註 17 ] | A面曲              |
| 57th | 2020年3月18日  | 感謝失戀                            | 感謝失戀                            |                        | 全版本        | ★         | A面曲              |
| 57th | 2020年3月18日  | 感謝失戀                            | 愛過的人                            |                        | 劇場盤        |           |                    |
| 58th | 2021年9月29日  | 一切都成Rumor                       | 一切都成Rumor                       |                        | 全版本        | ★         | A面曲              |
| 58th | 2021年9月29日  | 一切都成Rumor                       | 你已不在的12月                      |                        | Type-C        | ★         | 畢業獨唱曲         |

NMB48
|      | 發行日期       | 單曲名稱   | 參與歌曲名稱   | 名義 | 收錄於        | MV | 備註               |
| ---- | -------------- | ---------- | -------------- | ---- | ------------- | -- | ------------------ |
| 06th | 2012年11月07日 | 北川謙二   | 北川謙二       |      | 全版本        | ★  | A面曲              |
| 06th | 2012年11月07日 | 北川謙二   | 星空的商隊     | 白組 | Type-A 劇場盤 | ★  |                    |
| 07th | 2013年06月19日 | 我們的發現 | 传不到的传达物 |      | 除剧场盘      |    | 已解除兼任但仍參加 |

### Team Surprise公演單曲
重力共鳴公演
| 公演 | 發行日期       | 公演曲           | 演唱成員                                                    | MV | 備註 |
| ---- | -------------- | ---------------- | ----------------------------------------------------------- | -- | ---- |
| M01  | 2012年09月12日 | 重力共鳴         | Team Surprise                                               | ★  |      |
| M03  | 2012年09月19日 | 就這樣           | 高城亞樹、板野友美、橫山由依                                | ★  |      |
| M10  | 2012年11月03日 | 不得了的三角關係 | 峯岸南、宮澤佐江、橫山由依 北原里英、松井玲奈、指原莉乃     | ★  |      |
| M11  | 2012年11月10日 | 出發的時機       | Team Surprise                                               | ★  |      |
| M12  | 2012年11月17日 | AKB慶典          | Team Surprise                                               | ★  |      |
| M13  | 2013年07月16日 | 你比想像中的更…… | Team Surprise                                               | ★  |      |
| M15  | 2013年08月17日 | 心的向量         | 松井玲奈、島崎遥香、篠田麻里子 前田敦子、柏木由紀、橫山由依 | ★  |      |

玫瑰的儀式公演
| 公演 | 發行日期       | 公演曲         | 演唱成員                                                                     | MV | 備註 |
| ---- | -------------- | -------------- | ---------------------------------------------------------------------------- | -- | ---- |
| M01  | 2014年09月06日 | 眼中倒映的未來 | Team Surprise                                                                | ★  |      |
| M05  | 2014年09月27日 | 把愛揉成一團   | 柏木由紀、小嶋陽菜、橫山由依                                                 | ★  |      |
| M10  | 2014年11月01日 | 哪兩人相遇了？ | 山本彩、板野友美、橫山由依                                                   | ★  |      |
| M12  | 2014年11月15日 | 玫瑰的儀式     | Team Surprise                                                                | ★  |      |
| M13  | 2015年11月02日 | 美麗的狩獵     | Team Surprise                                                                | ★  |      |
| M14  | 2015年11月21日 | 哲學的森林     | 指原莉乃、島崎遙香、松井玲奈 山本彩、橫山由依、渡邊美優紀 高城亞樹、北原里英 | ★  |      |

### AKB48家族專輯CD
AKB48
|      | 發行日期       | 專輯名稱                     | 參與歌曲名稱      | 名義                    | 收錄於          | 備註                       |
| ---- | -------------- | ---------------------------- | ----------------- | ----------------------- | --------------- | -------------------------- |
| 03rd | 2011年06月08日 | 就是在這裡                   | 少女們            |                         | 全版本          |                            |
| 03rd | 2011年06月08日 | 就是在這裡                   | 我能做的事        | Team K                  | 全版本          |                            |
| 03rd | 2011年06月08日 | 就是在這裡                   | 人魚假期          |                         | 全版本          |                            |
| 03rd | 2011年06月08日 | 就是在這裡                   | 就是在這裡        | AKB48+SKE48+SDN48+NMB48 | 全版本          |                            |
| 04th | 2012年08月15日 | 1830m                        | First Rabbit      |                         | 全版本          |                            |
| 04th | 2012年08月15日 | 1830m                        | 離家出走的夜晚    | Team K                  | 全版本          |                            |
| 04th | 2012年08月15日 | 1830m                        | 慢走              |                         | 通常盤          |                            |
| 04th | 2012年08月15日 | 1830m                        | 藍天 不會寂寞嗎？ | AKB48+SKE48+NMB48+HKT48 | 全版本          |                            |
| 05th | 2014年01月22日 | 未來軌跡                     | After Rain        |                         | Type-A          |                            |
| 05th | 2014年01月22日 | 未來軌跡                     | 10個硬幣與麵包    |                         | Type-A          |                            |
| 05th | 2014年01月22日 | 未來軌跡                     | 足以確信的東西    | Team A                  | Type-A          |                            |
| 05th | 2014年01月22日 | 未來軌跡                     | 我會努力          |                         | Type-A          |                            |
| 06th | 2015年01月21日 | 這裡是羅德斯島、在這裡跳吧！ | 愛的存在          |                         | 全版本          |                            |
| 06th | 2015年01月21日 | 這裡是羅德斯島、在這裡跳吧！ | Conveyor          | Team K                  | Type-A          |                            |
| 06th | 2015年01月21日 | 這裡是羅德斯島、在這裡跳吧！ | 如果能當朋友      |                         | Type-B          | 島崎遙香、橫山由依         |
| 07th | 2015年11月18日 | 0與1之間                     | 那時候、喜歡的人  |                         | NO.1 SINGLES    | 小嶋陽菜、橫山由依         |
| 07th | 2015年11月18日 | 0與1之間                     | Clap              | Team A                  | MILLION SINGLES |                            |
| 08th | 2017年01月25日 | 點時成菁                     | 那天的自己        |                         | 全版本          |                            |
| 08th | 2017年01月25日 | 點時成菁                     | 有裂痕的鏡子      |                         | Type-A          |                            |
| 09th | 2018年01月24日 | 那個黎明，我們都知道         | 鞋帶的綁法        |                         | 除劇場盤        |                            |
| 09th | 2018年01月24日 | 那個黎明，我們都知道         | 全是臭東西        |                         | Type-B          | 柏木由紀、山本彩、橫山由依 |

NMB48
|      | 發行日期       | 專輯名稱       | 參與歌曲名稱   | 名義          | 收錄於        | 備註 |
| ---- | -------------- | -------------- | -------------- | ------------- | ------------- | ---- |
| 01st | 2013年02月27日 | 尖端頂點之上！ | 尖端頂點之上！ | NMB48全員參加 | 全版本        |      |
| 01st | 2013年02月27日 | 尖端頂點之上！ | 12月31日       |               | 全版本        |      |
| 01st | 2013年02月27日 | 尖端頂點之上！ | Lily           | Team N        | Type-N 劇場盤 |      |
| 01st | 2013年02月27日 | 尖端頂點之上！ | 讀了太宰治嗎?  |               | Type-B        |      |

### 劇場公演分組曲
AKB48
| 公演名稱                             | 參與歌曲名稱     | 備註                                |
| ------------------------------------ | ---------------- | ----------------------------------- |
| 研究生時期                           |                  |                                     |
| Team 研究生 Stage「偶像的黎明」公演  | 遺憾少女         |                                     |
| Team B 4th Stage「偶像的黎明」公演   | 遺憾少女         | 中塚智實的代演                      |
| Team 研究生 「戀愛禁止條例」公演     | 戀愛禁止條例     |                                     |
| Team A 5th Stage「戀愛禁止條例」公演 | 暴風驟雨之間     | 伴舞                                |
| Team A 5th Stage「戀愛禁止條例」公演 | 盛夏的聖誕玫瑰   | 伴舞                                |
| Team A 5th Stage「戀愛禁止條例」公演 | 戀愛禁止條例     | 宮崎美穗的代演                      |
| Team 研究生 Stage「劇場的女神」公演  | 來一塊糖果       |                                     |
| Team 研究生 Stage「劇場的女神」公演  | 夜風的惡作劇     | 大場美奈的代演                      |
| Team B 5th Stage「劇場的女神」公演   | 愛情的捉迷藏     | 前座Girl                            |
| Team B 5th Stage「劇場的女神」公演   | 來一塊糖果       | 河西智美的代演                      |
| Team A 6th Stage「目擊者」公演       | 仙人掌與淘金熱   | 篠田麻里子的代演                    |
| Team A 6th Stage「目擊者」公演       | 迷你裙精靈       | 前座Girls                           |
| Team K 6th Stage「RESET」公演        | 檸檬的年紀       | 前座Girls                           |
| 秋元Team K時期                       |                  |                                     |
| Team K 6th Stage「RESET」公演        | 制服的抵抗       | 代替已經畢業的成員 小野惠令奈的位置 |
| 篠田・橫山Team A時期                 |                  |                                     |
| 篠田Team A「Waiting」公演            | 純愛的漸強音     |                                     |
| 橫山Team A「Waiting」公演            | 傲嬌女生         | Center                              |
| 橫山Team A「Waiting」公演            | 記憶的兩難       | 岩田華怜的代演                      |
| 橫山Team K時期                       |                  |                                     |
| 「RESET」公演                        | 為了明天而接吻   |                                     |
| 「RESET」公演                        | 奇跡也趕不及合格 | 兒玉遙的代演                        |
| 橫山Team A時期（第二次）             |                  |                                     |
| 田中将大「我在这里的理由」公演       | 蟲之敘事詩       |                                     |
| Team A 7th Stage「獻給M.T.」公演     | 鏡花水月         | Solo                                |

- 前座Girl（s）（日语：前座ガール（ズ））：為公演前暖場曲之演唱成員。

兼任
| 公演名稱                           | 參與歌曲名稱 | 備註                            |
| ---------------------------------- | ------------ | ------------------------------- |
| NMB48 Team N兼任時期               |              |                                 |
| Team N 1st Stage「為了誰」復活公演 | 騎士         | 代替已經畢業的成員 松田栞的位置 |

## 戲劇作品

### 電視劇
| 戲劇名稱                                             | 集數       | 播出日期                       | 首播頻道           | 角色名稱               | 備註            |
| ---------------------------------------------------- | ---------- | ------------------------------ | ------------------ | ---------------------- | --------------- |
| 馬路須加學園                                         | 最終話     | 2010年03月26日                 | 東京電視台         | 馬路須加女學園學生     |                 |
| Dr.伊良部一郎                                        | 第七話     | 2011年03月20日                 | 朝日電視台         | 本人（Not yet）        |                 |
| 馬路須加學園2                                        | 全劇       | 2011年04月15日－2011年07月01日 | 東京電視台         | Otabe                  |                 |
| So long !                                            | 第一集     | 2013年02月11日                 | 日本電視台         | 津田朋繪               |                 |
| 水手服殭屍                                           | 全劇       | 2014年04月19日－2014年07月18日 | 東京電視台         | Yui（Milk Planet）     | [ 101 ] [ 102 ] |
| 馬路須加學園4                                        | 全劇       | 2015年01月19日－2015年03月30日 | 日本電視台         | Otabe                  |                 |
| 馬路須加學園5                                        | 全劇       | 2015年08月24日－2015年10月27日 | 日本電視台         | Otabe                  |                 |
| 來自劇場靈的邀請函                                   | 第一集     | 2015年10月17日                 | TBS                | 香坂里緒               |                 |
| AKB恐怖夜 腎上腺素之夜                               | 第41、42集 | 2016年03月03日                 | 朝日電視台         | 西澤法子               |                 |
| AKB LOVE NIGHT 戀工場                                | 第21集     | 2016年07月07日                 | 朝日電視台         | 美結                   |                 |
| CROW'S BLOOD                                         | 全劇       | 2016年07月23日－2016年08月27日 | Hulu               | 古郡千沙               |                 |
| 陪酒須加學園                                         | 全劇       | 2016年10月30日－2017年01月15日 | 日本電視台、Hulu   | Otabe／花名：鮪魚      |                 |
| 豆腐職業摔角                                         | 全劇       | 2017年01月22日－2017年07月02日 | 朝日電視台         | 橫山由依／長篇大論橫山 |                 |
| 優雅京都傲嬌姐                                       | 全劇       | 2018年04月25日－2018年05月16日 | 關西電視台         | 新堂賴子               | 主演            |
| 馬路無理學園                                         | 全劇       | 2018年07月25日－2018年09月27日 | 日本電視台、Hulu   | 拉曼／後白河法子       |                 |
| CHEAT 詐欺師們請注意                                 | 第一集     | 2019年10月03日                 | 日本電視台         | 細川玲子               | 客串            |
| HANARE RARENAI                                       | 全集       | 2022年2月14日－18日            | YouTube            |                        | 與清竜人雙主演  |
| 聽說你們要結婚！？                                   |            | 2022年10月7日                  | Amazon Prime Video | 辻瑪莉                 | 客串            |
| 寵物醫生花咲萬太郎的事件病歷2 ～鄰居竟然是殺人犯!?～ |            | 2023年12月29日                 | BS-TBS             | 唐澤菜摘               |                 |

### 電影
| 電影名稱                                                   | 日本上映日期   | 製作單位              | 角色名稱       | 備註             |
| ---------------------------------------------------------- | -------------- | --------------------- | -------------- | ---------------- |
| NMB48 藝人！THE MOVIE 搞笑青春女孩！                       | 2013年08月01日 | 吉本興業與日本電視台  | 本人           |                  |
| 夢想是成為治牛的醫生                                       | 2014年03月29日 | TV新潟放送網          |                | [ 註 19 ]        |
| NMB48 藝人！THE MOVIE RETURNS 畢業！搞笑青春女孩們的新旅程 | 2014年07月25日 | 吉本興業與日本電視台  | 本人           |                  |
| AKB ShortShorts project「9扇窗」第一部「漁船之光」         | 2016年01月30日 | AKB GROUP ShortShorts | 詩織           | 主演             |
| 劇場版 Dol:Men X                                           | 2018年6月15日  | KATSU-do              | 記者           |                  |
| 空母伊吹                                                   | 2019年5月24日  | Kino Films/木下集團   | 柿沼正人的妻子 | 僅以照片形式出演 |
| IF I STAY OUT OF LIFE...? Part Ⅰ「HANARE RARENAI」         | 2022年9月24日  | 日本索尼音乐娱乐      | 加穗           | 女主角           |

### 舞台劇
| 舞台劇名稱                                                                             | 演出日期                               | 演出劇場                                        | 角色名稱           | 備註               |
| -------------------------------------------------------------------------------------- | -------------------------------------- | ----------------------------------------------- | ------------------ | ------------------ |
| 朗讀劇場「戀工場」                                                                     | 2016年9月22日                          | Bellesalle澀谷花園 C廳                          |                    | [ 107 ]            |
| 馬路須加學園～京都‧血風修學旅行～                                                      | 2015年5月14日－19日                    | 東京AiiA劇場                                    | Otabe              | 與松井玲奈共同主演 |
| 舞台版馬路無理學園                                                                     | 2018年10月19日－28日                   | 日本青年館表演館                                | 拉曼／後白河法子   |                    |
| 武田鐵矢・可樂餅 特別公演 第1部《水戶黃門》                                            | 2019年5月5日－28日                     | 博多座                                          | 豐                 | [ 108 ]            |
| Bunkamura 30週年紀念 舞台劇系列2019《美麗與憂傷》                                      | 2019年7月11日－28日／8月1日－3日       | 蠶繭劇院 森之宮Piloti Hall                      | 田邊真紀           | [ 109 ]            |
| 博多座開場20週年紀念公演「無仁義之戰〜女人們的死鬥編〜」                               | 2019年11月9日－14日                    | 博多座                                          | 廣能昌三           | AKB48集團版        |
| 新橋演舞場系列第七彈 東京喜劇 熱海五郎一座 Jazzy的櫻花是背叛的和聲～日美爆笑保障條約～ | 2021年5月30日－6月27日                 | 新橋演舞場                                      | 秋葉與櫻（雙胞胎） | [ 111 ] [ 112 ]    |
| 謀殺懸疑推理劇「演技的代價」Replay                                                     | 2021年7月19日                          | 線上播出                                        | 京本まひる         | [ 113 ]            |
| 全新歌劇「Cape jasmine」                                                               | 2021年10月6日、7日                     | 日本青年館表演廳                                |                    | [ 114 ] [ 115 ]    |
| Parco製作「三十郎大活劇」                                                              | 2022年4月2日－17日／4月22日－23日      | 新國立劇場 中劇場 COOL JAPAN PARK OSAKA WW Hall | 點心               | 女主角             |
| 神鬼交鋒                                                                               | 2022年8月11日－9月4日／9月9日－15日    | 東京國際論壇 C廳 歐力士劇場                     | 布倫達·史壯        |                    |
| 朗讀劇「青空」                                                                         | 2022年11月1日、8日                     | 銀座博品館劇場                                  | 大和               | [ 117 ]            |
| 明治座創業150週年紀念 純烈9月公演 第一部《我才不想當好萊塢明星！》                     | 2023年9月8日－10月1日                  | 明治座                                          | 卡蘿               | [ 118 ]            |
| Bunkamura Production 2024「ハザカイキ」                                                | 2024年3月31日－4月22日 4月27日－5月6日 | THEATER MILANO-Z 森之宮 Piloti Hall             |                    | [ 119 ]            |
| 舞台「卡門回鄉」                                                                       | 2024年8月17日－9月21日                 | 新橋演舞場                                      | 朱美               | [ 120 ]            |
| 朗讀劇「怪談的講述場」                                                                 | 2025年7月26日、27日                    | 淺草九劇                                        |                    | [ 121 ]            |

## 電視節目
- Yonpara未來遊戲作戰（日语：ヨンパラ FUTUREゲームバトル）（2011年10月10日－2012年3月26日，TBS）
- 橫山由依（AKB48）的優雅巡禮（關西電視台）：此節目是橫山第一個個人冠名節目，由橫山擔任主持人獨自演出
  - 第一季《京都‧美的音色》（2012年7月18日－2013年6月19日）
  - 第二季《京都 色彩日記》（2013年7月17日－ 2020年12月13日）
- ETV特集 “非政治性的御宅族”改變日本的時刻～憤怒的評論家・宇野常寛～（2013年2月10日，NHK教育頻道） - 旁白[122]
- 失敗老師 不要變成像我這樣的人!!（2016年3月14日[123] －，朝日電視台・ABEMA） - 學生・搞笑研究部的學生（準常規演出）[124]
- 心之羈絆！啟程特別節目2016～為了閃耀的你明天喝采～（2016年3月26日、27日，BS日視）- 主持人[125]
- 情熱大陸（2016年6月26日，MBS）[126]
- 第一次接觸高爾夫～目標擊破120桿～（2017年1月10日－8月1日，LaLa TV／2017年1月12日－8月24日，高爾夫網路頻道）- 應援隊長（旁白）[127]
- 第一次接觸高爾夫2～目標擊破120桿～（2017年9月5日－2018年2月6日，女性頻道♪LaLa TV／2017年9月8日－2018年2月9日，高爾夫網路頻道）- 應援隊長（旁白）[128][129]
- Last Idol第二季（2018年1月21日－4月1日，朝日電視台）- 主持人[130]
- 未來怪物（2018年4月1日－2021年12月26日，富士電視台）- 主持人[131]
- 今年最爆笑段子大賞（2018年12月23日，關西電視台） - 主持人[132]
- 隨興中途下車之旅（日本電視台） - 旅人
  - 「都營大江戶線之旅」（2021年11月27日）[133]
  - 「京濱東北線之旅」（2022年3月19日）[134]
  - 「中央・總武線之旅」（2022年10月8日）[135]
  - 「跨年夜 京都兩小時特別節目」（2022年12月31日）[136]
  - 「日比谷線之旅」（2023年4月8日）[137]
  - 「秩父鐵道・東武東上線之旅」（2022年10月8日）[138]
  - 「有樂町線之旅」（2024年3月9日）（2024年3月9日）[139]
  - 「京王動物園線・京王線之旅」（2024年7月20日）[140]
  - 「武藏野線之旅｣（2024年11月9日）[141]
  - 「東武東上線之旅｣（2025年5月10日）[142]
- 好吃！（2022年11月21日－，NHK綜合台）- 不定期出演，食材獵人（外景記者）[143]
- 帶來稀有人物的人（2024年3月4日，朝日電視台）- 由於原主持人弘中綾香主播自2023年10月23日播出後進入產假，因此由橫山代班主持該期節目[144]

## 網絡節目
- 聊天小館 由衣飯（2023年6月7日－，YouTube）- 主持人[145]

## 廣播節目
| 節目名稱                             | 播出日期                     | 電台     | 備註            |
| ------------------------------------ | ---------------------------- | -------- | --------------- |
| Listen? 〜Live 4 Life〜              | 2012年5月22日－2015年3月5日  | 文化放送 | 不定期          |
| AKB48橫山由依 太棒了橫山！請交給我吧 | 2016年10月3日－2018年3月26日 | MBS電台  | [ 146 ]         |
| 克里斯松村的The Hit Studio           | 2018年4月3日－2019年3月26日  | MBS電台  | [ 147 ] [ 148 ] |

## MV
| 歌曲名稱         | 演唱者      | 發行日期       | 備註                       |
| ---------------- | ----------- | -------------- | -------------------------- |
| 畢業             | 砂糖天婦羅  | 2011年02月23日 | [ 149 ]                    |
| 臼齒             | NMB48 白組  | 2013年06月19日 | 單曲我們的發現Type A收錄曲 |
| HAVE A NICE DAY  | WORLD ORDER | 2014年03月20日 | [ 註 20 ]                  |
| Halloween Knight | XIIX        | 2020年         | [ 151 ]                    |
| 離れられない     | 清龍人      | 2022年         | [ 152 ]                    |

## 活動
- 第3屆 地方美食甲子園 決賽大會（2014年10月31日，東京燃氣Studio+G GINZA）- 評審[153]
- 豆腐摔角 The REAL 2017 WIP CLIMAX in 後楽園會館（2017年8月29日，後樂園會館）：飾演 長篇演說橫山
- 第84屆NHK全國學校音樂比賽（2017年10月9日，NHK音樂廳）- 中學生組司會[154]
- 豆腐摔角 The REAL 2018 WIP QUEENDOM in 愛知縣体育館（2018年2月23日，愛知縣體育館）：飾演 長篇演說橫山
- All Night Nippon 50週年感謝派對「全感謝NIPPON」（2018年10月2日，帝國飯店） - 主持人[155]

## 寫真DVD
| 商品名稱                         | 發行日期       | 發售形態    | 產品編號          | 備註    |
| -------------------------------- | -------------- | ----------- | ----------------- | ------- |
| 橫山由依的暑假 京都色彩日記 （ゆいはんの夏休み ～京都いろどり日記～） | 2015年03月18日 | Blu-ray DVD | SSXX-21 SSBX-2381 | [ 156 ] |

## 平面出版

### 寫真集
- Yuihan（ゆいはん；2015年2月5日，學研Plus（日语：学研プラス））[157]
- AKB48 橫山由依畢業紀念寫真書 搭上深夜巴士 （AKB48横山由依卒業メモリアルブック 深夜バスに乗って；2021年11月27日，光文社）[158][159]

### 網絡連載
- AKB48 橫山由依「教我吧！專業挑選者」（2016年7月31日－2017年12月30日，NewsPicks）[160]

### 年曆
| 商品名稱                    | 發行日期       | 出版社 |
| --------------------------- | -------------- | ------ |
| 橫山由依2012年年曆          | 2011年11月19日 |        |
| 橫山由依2012 Tokyo Date年曆 | 2011年11月29日 |        |
| 橫山由依日曆 2013年         | 2012年11月30日 |        |
| 桌曆 橫山由依年曆 2013年    | 2012年12月07日 |        |
| 掛曆 橫山由依年曆 2014年    | 2013年12月06日 |        |
| 桌曆 橫山由依年曆 2014年    | 2013年12月06日 |        |
| 掛曆 橫山由依年曆 2015年    | 2014年12月13日 |        |
| 桌曆 橫山由依年曆 2015年    | 2014年12月13日 |        |

## 外部連結
- （日語）橫山由衣官方網站
- （日語）舊官方網站
- （日語）AKB48個人介紹頁
- （日語）太田製作個人介紹頁 （页面存档备份，存于）
- （日語）橫山由依的X（前Twitter）（2014年1月20日－）
- （日語）橫山由依的Instagram帳戶（2017年1月10日－）
- （日語）橫山由依的Threads
- （日語）橫山由依的新浪微博（页面存档备份，存于）
- （日語）YouTube上的Yuihan Life頻道
- （日語）橫山由衣 官方755 （页面存档备份，存于）
- （日語）橫山由衣的Google+
- （日語）橫山由依的TikTok（页面存档备份，存于）